# Brašina
Brašina är ett samhälle i kommunen Župa dubrovačka i Kroatien. Samhället har 747 invånare (2011).